# Henri Delmotte
Henri Philibert Joseph Delmotte (Baudour, 14 marzo 1822 – Bruxelles, 10 luglio 1884) è stato un drammaturgo e giornalista belga.

## Biografia
Delmotte nacque nel 1822 a Baudour, nella provincia dell'Hainaut. Studiò giurisprudenza e poi lavorò in governo, diventando per un breve periodo membro della commissione a Nivelles. In seguito, lasciò la vita pubblica e si diresse a Bruxelles dove lavorò al teatro nazionale in lingua francese del Belgio. Dal 1879 al 1880 pubblicò diversi articoli di giornale molto polemici, oltre a numerosi articoli di riviste. Nella sua carriera artistica, Delmotte scrisse anche libri e commedie che descrivevano la classe media belga. Morì nel 1884 a Bruxelles.

## Opere
- Monsieur Du Bois, ou Nouvelle noblesse, commedia in prosa in 3 atti di M. Henri Delmotte. (Bruxelles, Théâtre Royal du Parc, 15 marzo 1845 ; e Théâtre de la Monnaie, 18 marzo 1845).
- Comédies M. Du Bois ou la nouvelle Noblesse. Le Début. Comment on dovint Conseiller. Le Lanceur d'Affaires. Parigi: Sandoz & Fischbacher, 1873.